# Albrecht Fröhlich
Albrecht Fröhlich   (Múnic, 22 de maig de 1916 - Cambridge, 8 de novembre de 2001), conegut pels seus amics com Ali, va ser un matemàtic jueu alemany, nacionalitzat britànic.

## Vida i Obra
Fröhlich va néixer a Múnic, on el seu pare era comerciant de bestiar. Durant els estudis secundaris, es va anar involucrant en les protestes contra el creixent nazisme. El 1933, quan el partit nazi va arribar al poder, el seu pare va ser apallissat pels camises marrons i ell va ser detingut. El dia següent de ser alliberat es va presentar en el consolat francès i poc temps després ja estava vivint a Alsàcia (en aquell tempos territori francès). Els seus pares s'hi van reunir unes setmanes més tard. Mentre tant, el seu germà Herbert, onze anys més gran que ell, era desposseït del seu càrrec de professor de física a la universitat de Friburg de Brisgòvia i la seva germana Betti residia al Mandat britànic de Palestina. Fröhlich i els seus pares van romandre un any a Alsàcia fins que van obtenir els visat per anar a Palestina a reunir-se amb Betti i residint a Haifa. Mentre tant, el seu germà Herbert, després de passar un curs a la Unió Soviètica, havia estat contractat com professor a la universitat de Bristol.
Fröhlich a Haifa, no va continuar els estudis, sinó que va treballar com mecànic i electricista de la companyia dels ferrocarrils. Per això, en acabar la Segona Guerra Mundial no tenia cap titulació. Tot i així, Herbert, el seu germà, va aconseguir que l'admetessin a la universitat de Bristol per seguir estudis de matemàtiques a finals de 1945. El 1948 (amb trenta-dos anys d'edat) es va graduar i va iniciar estudis de recerca sota la direcció de Hans Heilbronn. El 1951 va obtenir el doctorat i, a continuació, va treballar de professor a les universitats de Leicester (1951-1952) i de Keele (1952-1955). El 1955 va ser contractat pel King's College de Londres, on va romandre fins a la seva jubilació el 1981. Després de jubilar-se, va continuar col·laborant amb el Robinson College de la universitat de Cambridge, població a la qual es va traslladar a viure el 1993, quan la seva dona es va jubilar del seu treball de metge de capçalera.
Fröhlich va publicar més d'un centenar d'articles científics, quasi tots ells sobre àlgebra i teoria de nombres. També va publicar vuit llibres de text sobre els seus temes d'estudi.